# Grégory Dufer

v

Grégory Dufer (* 19. Dezember 1981 in Charleroi) ist ein belgischer ehemaliger Fußballspieler.

## Karriere

### Vereinskarriere
Dufer begann seine Karriere beim RFCS Marcinelle. 1999 wechselte er in die erste Mannschaft von Sporting Charleroi. In der ersten Saison in der höchsten belgischen Spielklasse konnte Charleroi den Abstieg mit Platz 16 um drei Punkte verhindern. 2000/01 belegte der Verein Platz neun. In den nächsten drei darauffolgenden Spielzeiten erreichte die Mannschaft Platzierungen auf den Rängen 12, 16 und 15.
2004 wechselte er nach Frankreich zum SM Caen. Als Drittletzter der Ligue 1 stieg der Verein in die nächsttiefere Ligastufe ab. Das Ligapokalfinale in Frankreich wurde jedoch erreicht. 2005 kehrte er nach Belgien zurück und unterschrieb beim FC Brügge. Hier wurde er mit dem Verein Dritter der höchsten belgischen Spielklasse und konnte in der darauffolgenden Saison UEFA-Champions-League-Qualifikation spielen. In der 3. Qualifikationsrunde gegen den Vertreter aus Norwegen Vålerenga Oslo am 24. August 2005 wurde Dufer im Entscheidungsspiel in der 69. Minute für Günther Vanaudenaerde eingewechselt. Im folgenden Elfmeterschießen verschoss er einen Elfmeter. Brügge gewann die Partie im Elfmeterschießen mit 4:3.
Im Winter 2006/07 verließ er Brügge und wechselte für die Frühjahrssaison 2007 zum KSC Lokeren. Lokeren belegte Platz 16 vor dem mit vier weniger errungenen Zählern auf Platz 17 klassierten Lierse SK, der in die nächsttiefere Ligastufe zurückfiel. 2007 wechselte er zu Standard Lüttich. Bereits in seiner ersten Saison wurde die Meisterschaft und der Supercup gewonnen. Er kam in der Meistersaison auf 22 Einsätze und erzielte einen Treffer (gegen KRC Genk).
2008/09 wurde er an AFC Tubize verliehen. Der Verein stieg mit dem Leihspieler von Standard ab und Dufer kehrte daraufhin zu Les Rouches zurück. In der Saison 2009/10 wurde das Viertelfinale der UEFA Europa League erreicht. In der Meisterschaft wurde der Verein Achter, wobei die Mannschaft in den Play-offs zur Europa League Platz zwei in Gruppe B erreichte. 2011 folgte ein Wechsel zu VV St. Truiden, wo Dufer sehr stark in der offensive agierte und zu zahlreichen Toren kam, aber auch eine Vielzahl von Torvorlagen machte. Trotz seines Offensivtalents musste die Mannschaft im Jahr 2012 den Weg in die Zweitklassigkeit antreten. 2014 folgte schließlich ein weiterer Wechsel innerhalb der Liga zum neu auftretenden Verein Seraing United. Doch schon ein Jahr später schloss er sich Royal Antwerpen an. Von 2016 bis 2017 stand er beim RFC Lüttich unter Vertrag und wechselte anschließend zum Amateurverein RCS Beaufays.

### Nationalmannschaftskarriere
Dufer spielte insgesamt vier Mal für die belgische Nationalmannschaft und erzielte ein Tor am 28. April gegen die Türkei. Sein Debüt gab er am 31. März 2004 im freundschaftlichen Länderspiel gegen Deutschland in Köln, als er in der 59. Minute eingewechselt wurde. Deutschland gewann das Spiel 3:0.
Weiters nahm der rechte Mittelfeldspieler an der U-21-Fußball-Europameisterschaft 2002 in der Schweiz teil. Dufer kam in allen drei Vorrundenspielen zum Einsatz. Belgien schied als Gruppendritter hinter Tschechien und Frankreich aus.

## Erfolge
- Belgischer Meister: 2008
- Belgischer Supercupsieger: 2006, 2010